# Linisa
Linisa is een geslacht van weekdieren. De wetenschappelijke naam van het geslacht werd voor het eerst geldig gepubliceerd in 1930 door Henry Augustus Pilsbry.

## Soorten
- Linisa acutedentata (W. G. Binney, 1858)
- Linisa adamnis (Dall, 1890) †
- Linisa albicostulata (Pilsbry, 1896)
- Linisa anilis (Gabb, 1865)
- Linisa ariadnae (L. Pfeiffer, 1848)
- Linisa aulacomphala (Pilsbry & Hinkley, 1907)
- Linisa behri (Gabb, 1865)
- Linisa bicruris (L. Pfeiffer, 1857)
- Linisa cantralli (Solem, 1957)
- Linisa euglypta (Pilsbry, 1896)
- Linisa hertleini Haas, 1961
- Linisa hindsi (L. Pfeiffer, 1845)
- Linisa implicata (E. von Martens, 1865)
- Linisa matermontana (Pilsbry, 1896)
- Linisa nelsoni (Dall, 1897)
- Linisa oppilata (Morelet, 1849)
- Linisa pergrandis (Solem, 1959)
- Linisa polita (Pilsbry & Hinkley, 1907)
- Linisa ponsonbyi (Pilsbry, 1896)
- Linisa rhoadsi (Pilsbry, 1899)
- Linisa richardsoni (E. von Martens, 1892)
- Linisa suprazonata (Pilsbry, 1899)
- Linisa tamaulipasensis (I. Lea, 1857)
- Linisa texasiana (Moricand, 1833)
- Linisa ventrosula (L. Pfeiffer, 1845)